# Kanton Creil-Sud
Der Kanton Creil-Sud ist ein ehemaliger, von 1973 bis 2015 bestehender französischer Kanton im Arrondissement Senlis, im Département Oise und in der Region Hauts-de-France; sein Hauptort war Creil.
Der Kanton bestand nur aus einem Teil der Stadt Creil (der andere Teil gehörte zum Kanton Creil-Nogent-sur-Oise).